# Naše Věc
Naše Věc byla česká hip hopová kapela, aktivní od 1997 do 2006.

## Začátky
Skupina začala dělat hip hopovou hudbu v Brně v roce 1997. Jejich zakládající členové, Dup X, Scissal, Plgál a Číňan dělali freestyly a dema. V roce 1998 zůstali ve skupině jen Dup X a Scissal, a pracovali na demu s mladou raperkou Kalužou. Po jejím odchodu v roce 1999 proslavili kapelu noví členové. Psicho, 2Jay, Apoka, Drone a v roce 2000 DJ Opia doplnili kapelu a začali pracovat na svém prvním albu, Blázni jsou ti… (Zee Prime 2001). Jejich druhé album, Hořký menu (XProduction 2003) kde zpívali s hosty DJ Nneser, Tafrob, Kolpa, Janek a El Mariz bylo velmi populární. Třikrát hráli na Hip Hop Kempu. Jejich vystoupení bylo tradičně plné pohybu.

## Rozchod
Skupina se rozešla v roce 2006, většina jejích členů ale pokračovala v činnosti. Apoka vydal své sólové album Kodex Orthodox (2005). Scissal rapuje s Kolpou jako 4021 na albu Grand Trix (4021 2009), s jejich dj´s, 1210 Symphony. 1210 Symphony jsou DJ Nneser a DJ Diskotek, mistři republiky a finalisté World IDA 2008. Dup X je aktivní v XProduction a spolu s Apokou a Dronem hostoval na Tafrobově albu Sup (Blind Deaf 2010).

## Dema
- Demo (1997)
- Demoapůl (1998)
- Trust No One (Možnosti 1998)

## Alba
- Blázni jsou ti… (Zee Prime 2001)
- Hořký Menu (XProduction 2003)